# スポーツパラダイス
『スポーツパラダイス』は、毎週金曜日の23:10 - 23:40（JST）に放送されている静岡朝日テレビ（SATV）のスポーツ情報番組。略称は『スポパラ』。

## 概要
それまで放送していた『ViVa!Jリーグ』をリニューアルする形で1996年4月に放送を開始し、2016年10月28日放送分で放送1000回を迎えた。
ジュビロ磐田、清水エスパルスをはじめとした静岡県内のスポーツニュースやインタビュー、バラエティ企画を放送している。歴代のコメンテーターからわかるとおり、若干エスパルス寄りである。ただし静岡ダービーの直前や特別座談会（司会進行は平畠啓史）では、名波浩や田中誠などジュビロ関係者が加わり展望を語ることがある。
『金曜ナイトドラマ』はこの番組の影響で30分遅れの放送となっている。ただし、テレビ朝日における『金曜ナイトドラマ』終了時刻の土曜0:15から、世界水泳や全英女子オープンゴルフなどのスポーツ中継を放送する場合を中心に、当番組を休止のうえ、『金曜ナイトドラマ』を臨時にテレビ朝日と同時ネットとすることがある。
2021年2月28日は『とびっきり!しずおか』とのコラボ特番を放送した（15:20 - 17:30）。本番組とのコラボと日曜日に放送されるのは今回が初めて。またこの特番をきっかけに4月4日から『スポーツパラダイス』と『とびっきり!しずおか』の日曜版『とびっきり!サンデー』（15:20 - 16:45）と『スポパラサンデー』（16:45 - 17:30）を放送。本番組開始前に同時間に放送されていた『路線バスで寄り道の旅』（16:20 - 17:25）については日曜13:55 - 15:05へ移動。しかし同年10月2日から『とびっきりサンデー』に吸収される形で放送時間が拡大する為、僅か半年で『スポパラサンデー』は番組として終了となった。

## 出演者
- 槙野智章（2023年4月7日 - ）[5] - 週替わりMC[5]→メインMC（9月29日 - ）[6]
- 白木愛奈（SATVアナウンサー）（2025年4月4日 - ）
- りんたろー。（EXIT、2023年4月28日 - ）[7] - 週替わりMC[7]→フィールドリポーター[6]
- 片山真人（SATVアナウンサー）

## 過去の出演者

### MC
- 遠藤行洋（当時SATVアナウンサー）
- 小泉真紀子（当時SATVアナウンサー）
- 石田和外（SATVアナウンサー）[8]
- 高橋美帆（当時SATVアナウンサー）
- 古川興二（当時SATVアナウンサー）
- 高木千亜紀（当時SATVアナウンサー）
- 高橋圭太（当時SATVアナウンサー）
- 森直美（当時SATVアナウンサー、2011年 - 2020年6月26日）[9][10]
- 白田裕太郎（当時SATVアナウンサー）
- 佐野伶莉（SATVアナウンサー、2020年7月3日 - 2025年3月28日）

### コメンテーター
- 長谷川健太（2000年1月 - 2005年1月）[11][注 5]
- 三浦泰年[12][注 6]
- ラモス瑠偉（2005年3月 - 9月）[13][11]
- 澤登正朗（サッカー解説者）（2006年1月 - 2022年1月28日）[11][注 7]

### コーナーレギュラー
- あばれる君（2010年4月16日 - 2011年3月25日、「K☆LINK」で競輪選手を目指した[14]。）
- ヒデ（ペナルティ） -  2017年4月より一年間、毎月最終週に出演。「月刊ヒデ通信（仮）」を担当[15]。